# Labatt Cup
Labatt Cup — хоккейный турнир, проводившийся в Канаде на рубеже 1976—1977 годов. В нём принимали участие сборные канадских лиг WCHL, QMJHL, Ontario Major Junior Hockey League и юниорская сборная СССР. 17-18 летние игроки сборной СССР были на один — два года моложе канадских хоккеистов.

## 1 тур. 26 декабря
- WCHL — Онтарио — 6:5 (3:0, 2:2, 1:3), Медисин-Хат.
- Квебек — СССР — 7:4 (2:2, 3:0, 2:2), Эдмонтон.

## 2 тур. 27 декабря
- Онтарио — СССР — 7:4 (0:2, 2:2, 5:0), Калгари.
- WCHL — Квебек — 4:2 (3:2, 0:0, 1:0), Летбридж.

## 3 тур. 29 декабря
- Квебек — СССР — 8:0 (1:0, 3:0 ,4:0), Медисин-Хат.
- WCHL — Онтарио — 6:2 (2:0, 3:1, 1:1), Калгари.

## 4 тур. 30 декабря
- WCHL — СССР — 9:0 (5:0, 3:0, 1:0), Калгари.
- Квебек — Онтарио — 4:0 (2:0, 0:0, 2:0), Эдмонтон.

## 5 тур. 1 января
- WCHL — Квебек — 4:2 (1:0, 2:0, 1:2), Эдмонтон.
- Онтарио — СССР — 7:3 (4:1, 2:1, 1:1), Летбридж.

## 6 тур. 2 января
- WCHL — СССР — 11:1 (2:0, 6:1, 3:0), Эдмонтон.
- Квебек — Онтарио — 8:2 (1:0, 2:0, 5:2), Калгари.

## Итоговое положение
1. WCHL
2. Квебек
3. Онтарио
4. СССР

## Составы команд

### Юниорская сборная СССР
Вратари
- Константин Гаврилов («Торпедо» Усть-Каменогорск)
- Дмитрий Курошин («Ижсталь» Ижевск)[1]

Защитники
- Юрий Вожаков («Торпедо» Горький)
- Алексей Касатонов (СКА Ленинград)
- Герман Кулев («Торпедо» Горький)
- Евгений Новиченко (СКА Свердловск)
- Сергей Кислицын («Торпедо» Усть-Каменогорск)
- Сергей Парамонов («Металлург» Челябинск)

Нападающие
- Юрий Федоров (СКА Свердловск)
- Павел Езовских («Металлург» Челябинск)
- Анатолий Тарасов («Торпедо» Горький)
- Александр Кожевников («Дизелист» Пенза)
- Сергей Тукмачёв («Динамо» Москва)
- Николай Варянов («Автомобилист» Свердловск)
- Александр Гурьев («Крылья Советов» Москва)
- Сергей Григорьев («Динамо» Минск)
- Владимир Ерхов («Химик» Воскресенск)
- Игорь Бойцов (СКА Ленинград)
- Виктор Жуков («Кристалл» Саратов)
- Владимир Бухарин («Металлург» Челябинск)[2]

Старший тренер: Борис Майоров. Тренер Владимир Петров.
Сборная СССР также провела два товарищеских матча: 4 января против сборной Онтарио в Оттаве (5:5) и 5 января против сборной QMJHL в Монреале (5:2).